# Dentalium laqueatum
Dentalium laqueatum är en blötdjursart som beskrevs av Addison Emery Verrill 1885. Dentalium laqueatum ingår i släktet Dentalium och familjen Dentaliidae. Inga underarter finns listade i Catalogue of Life.